# 保険関連の業界団体の一覧
日本の保険関連の業界団体の一覧（ほけんかんれんのぎょうかいだんたいのいちらん）を示す。
保険業者の親睦などを目的とする団体、技術向上などを行う団体など、多岐にわたる。

## 業界団体一覧
- 損害保険料率算出機構
- 日本損害保険協会
- 生命保険協会
- 預金保険機構
- 農水産業協同組合貯金保険機構
- 生命保険契約者保護機構
- 投資信託協会
- 短資協会
- 生命保険文化センター
- 損害保険契約者保護機構
- 外国損害保険協会
- 日本損害保険代理業協会